# Birger Cederin
Gustaf Birger Hjalmarsson Cederin (Höreda, 20 de abril de 1895-Estocolmo, 22 de marzo de 1942) fue un deportista sueco que compitió en esgrima, especialista en la modalidad de espada. Participó en los Juegos Olímpicos de Berlín 1936, obteniendo una medalla de plata en la prueba por equipos.

## Palmarés internacional
| Juegos Olímpicos | Juegos Olímpicos  | Juegos Olímpicos | Juegos Olímpicos   |
| Año              | Lugar             | Medalla          | Prueba             |
| ---------------- | ----------------- | ---------------- | ------------------ |
| 1936             | Berlín (Alemania) | Medalla de plata | Espada por equipos |